# 巨蛋

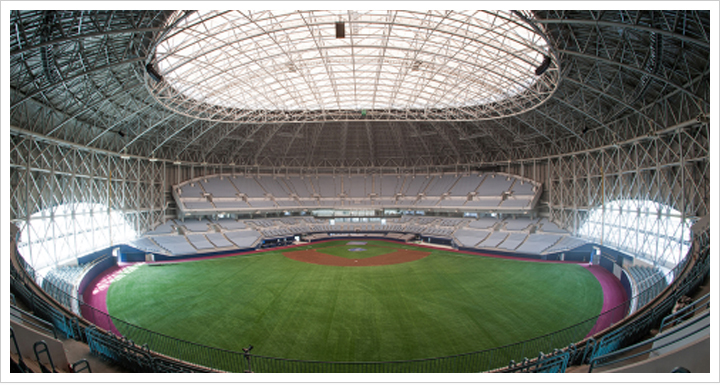
韩国高尺天空巨蛋（Gocheok Sky Dome），2015年启用

巨蛋或圆顶体育场（英語：Domed stadium），是以圆顶为主要特征的球类室内体育馆。除舉辦棒球、籃球、足球比賽等體育賽事外，还可舉辦演唱會、演講會等文藝活動。

## 称呼
「DOME」原為西方圓頂建築之意。在英语中，第一座使用“Dome”命名的是位于美国休斯敦的太空巨蛋。其后「Dome」广泛用于各类室内体育场的命名。

### 台湾
台湾的「巨蛋」一詞，乃源自日本東京巨蛋（日語：東京ドーム）。Tokyo Dome於1988年開幕，以「BIG Entertainment and Gold Game!」（縮寫：BIG EGG）為定位，其后，“BIG EGG”成為Tokyo Dome的暱稱，台灣因而翻譯為「巨蛋」，并将Tokyo Dome称为“东京巨蛋”。其后亦将日本、韩国等地多座以「Dome」命名的圆顶体育场译为“巨蛋”。
台湾現今语境所称的「巨蛋」泛指大型室內體育館，例如東京巨蛋、福岡巨蛋、臺北大巨蛋；但自臺北小巨蛋落成以來，「巨蛋」一詞也延伸至較小型、以舉辦籃球、排球等需要較小場地為主的多用途體育館，即競技場級場館（英語：Sports Arena），如高雄巨蛋。兩者存有歧義時，前者稱為「大巨蛋」，後者則稱為「小巨蛋」。
另一方面，臺語、客語等台灣本土語言缺乏「巨蛋」的對譯，因此在高雄、臺北先後有捷運站以華語「巨蛋」為名時，都引起如何翻譯為台灣本土語言的議論（最後以文讀音處理）。

### 中国大陆
中国大陆在大多数情况下，特别是欧美地区以「Dome」命名的圆顶体育场，常翻译为“穹顶”，如新奥尔良超级穹顶（Superdome）、休斯敦太空穹顶（Astrodome）。然而，对於日本、韩国以「Dome」命名的圆顶体育场，有时亦跟随台湾译名称为“巨蛋”。

## 各地

### 日本

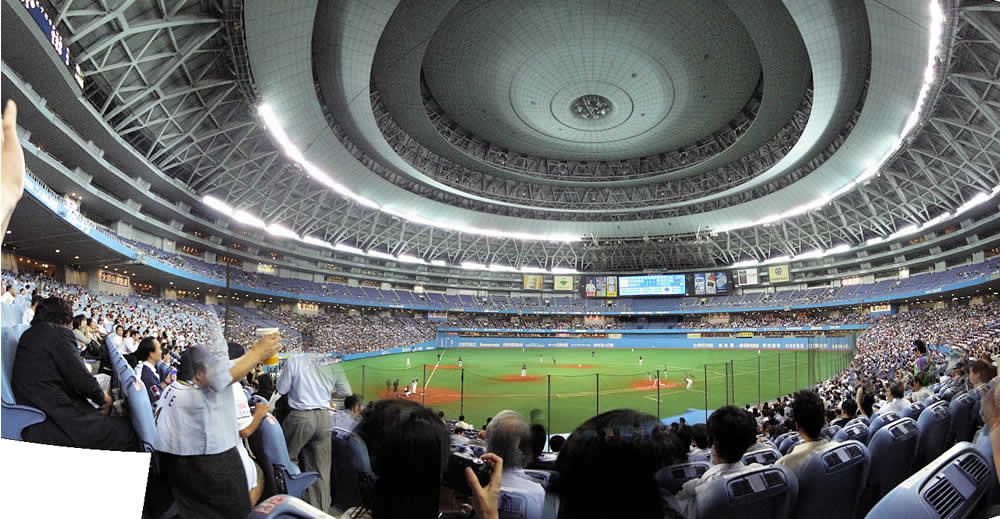
大阪巨蛋

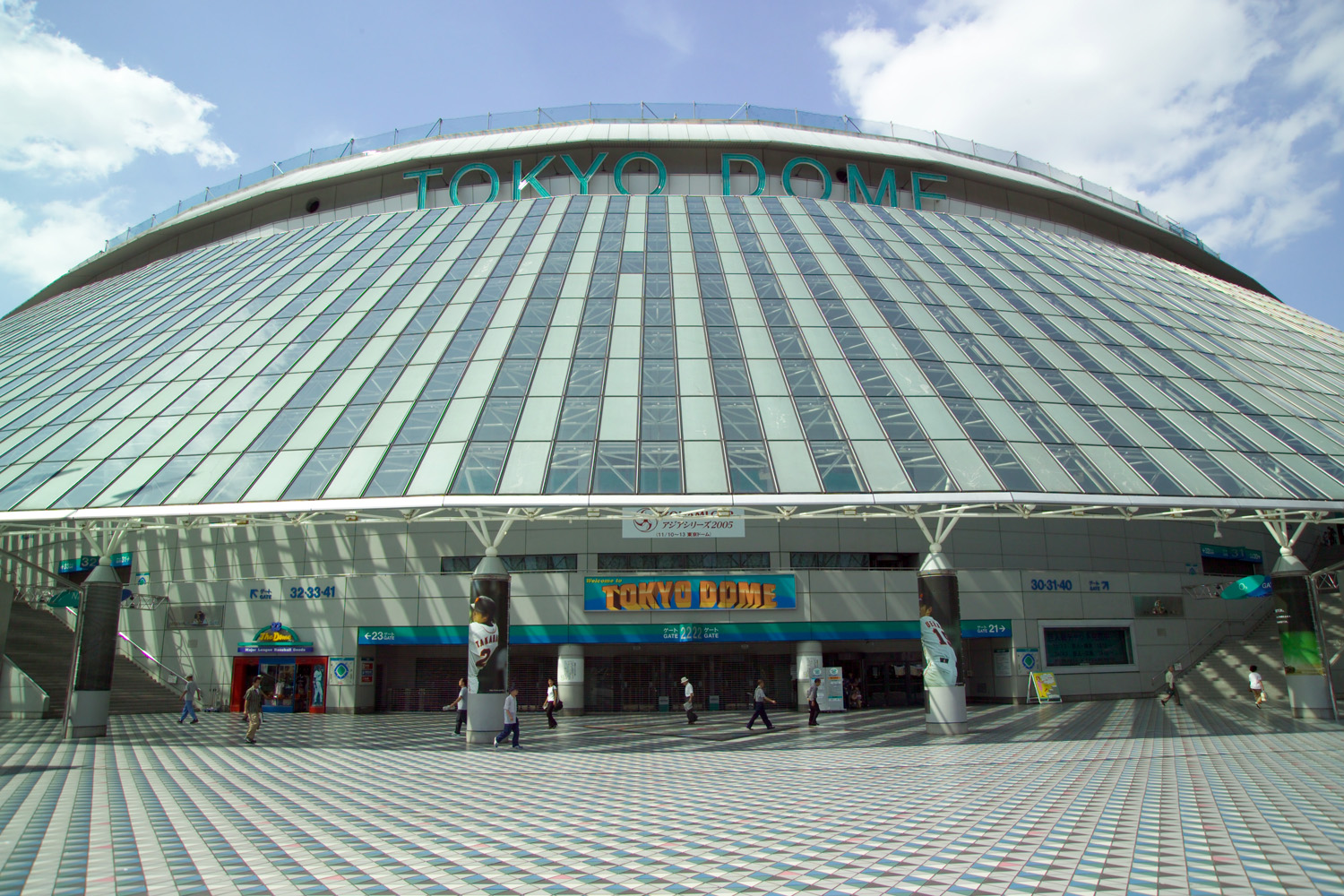
東京巨蛋

| 球場名稱                  | 地點           | 開場                                 | 座位數                                         |
| ------------------------- | -------------- | ------------------------------------ | ---------------------------------------------- |
| 東京巨蛋（Tokyo Dome）    | 東京都文京區   | 1988年3月17日                        | 46,000（棒球） 57,000（演唱會）                |
| 福岡巨蛋（Fukuoka Dome）  | 福岡縣福岡市   | 1993年4月2日                         | 38,585（棒球） 52,500（演唱會）                |
| 大阪巨蛋（Osaka Dome）    | 大阪府大阪市   | 1997年3月1日                         | 36,146（棒球） 50,000（演唱會）                |
| 名古屋巨蛋（Nagoya Dome） | 愛知縣名古屋市 | 1997年3月15日                        | 37,214（棒球） 50,500（演唱會）                |
| 西武巨蛋（Seibu Dome）    | 埼玉縣所澤市   | 1979年4月14日 （1999年屋頂加裝完成） | 33,556                                         |
| 札幌巨蛋（Sapporo Dome）  | 北海道札幌市   | 2001年6月3日                         | 41,484（足球） 40,476（棒球） 53,845（演唱會） |

### 美加

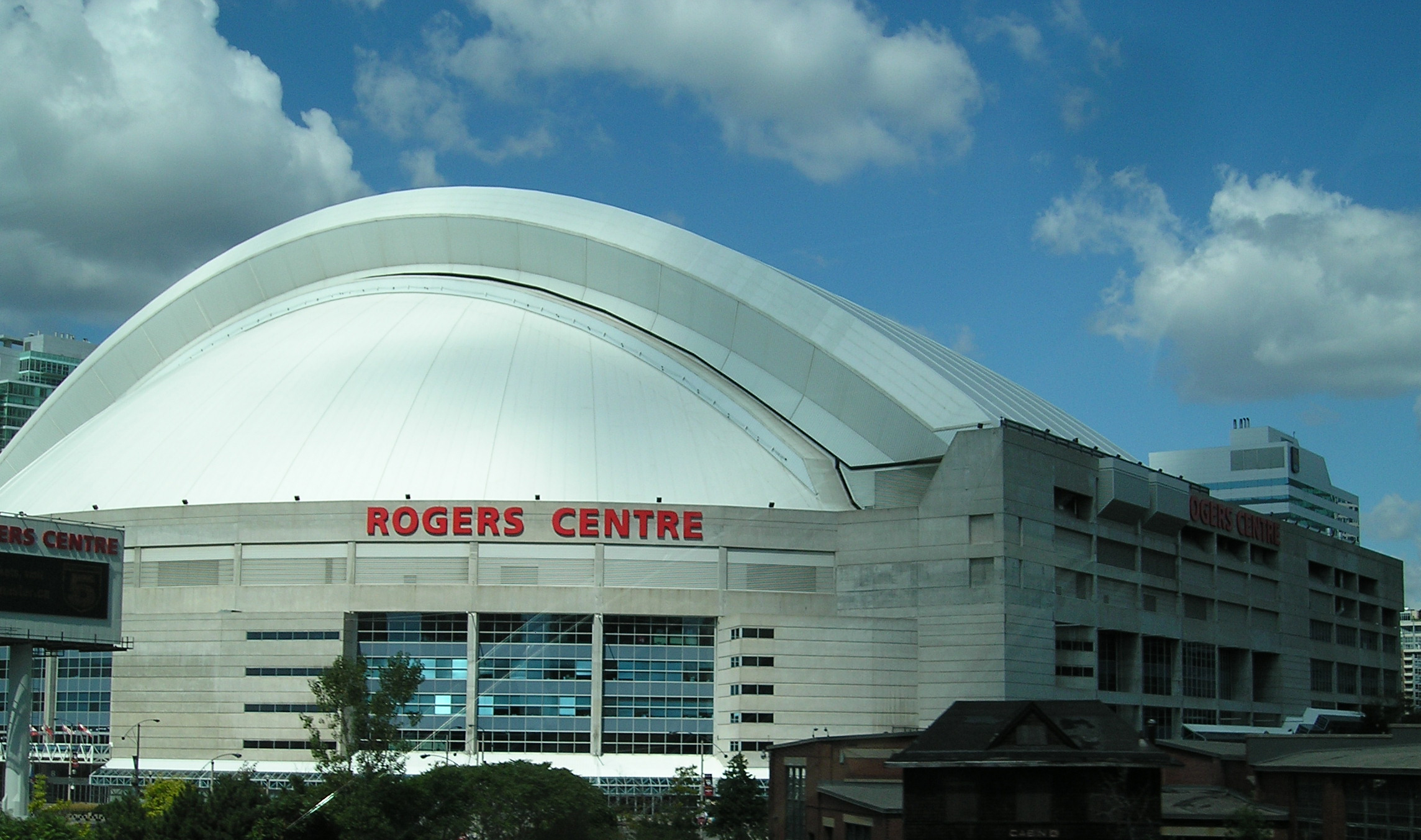
羅傑斯中心

| 球場名稱                        | 地點       | 啟用時間      | 座位數             |
| ------------------------------- | ---------- | ------------- | ------------------ |
| 凱撒超級巨蛋 (Caesars Superdome)    | 紐奧良     | 1975年8月3日  | 72,968（美式足球） |
| 羅傑斯中心（Rogers Centre）     | 多伦多     | 1989年6月3日  | 49,539（棒球）     |
| 純品康納球場（Tropicana Field） | 聖彼德斯堡 | 1990年3月3日  | 31,042（棒球）     |
| Intuit巨蛋（Intuit Dome）       | 英格爾伍德 | 2024年8月15日 | 18,000（籃球）     |

### 韩国
| 球場名稱                         | 地點   | 啟用時間      | 座位數 |
| -------------------------------- | ------ | ------------- | ------ |
| 高尺天空巨蛋（Gocheok Sky Dome） | 首尔市 | 2015年9月15日 | 17,000 |

### 中華民國（臺灣）

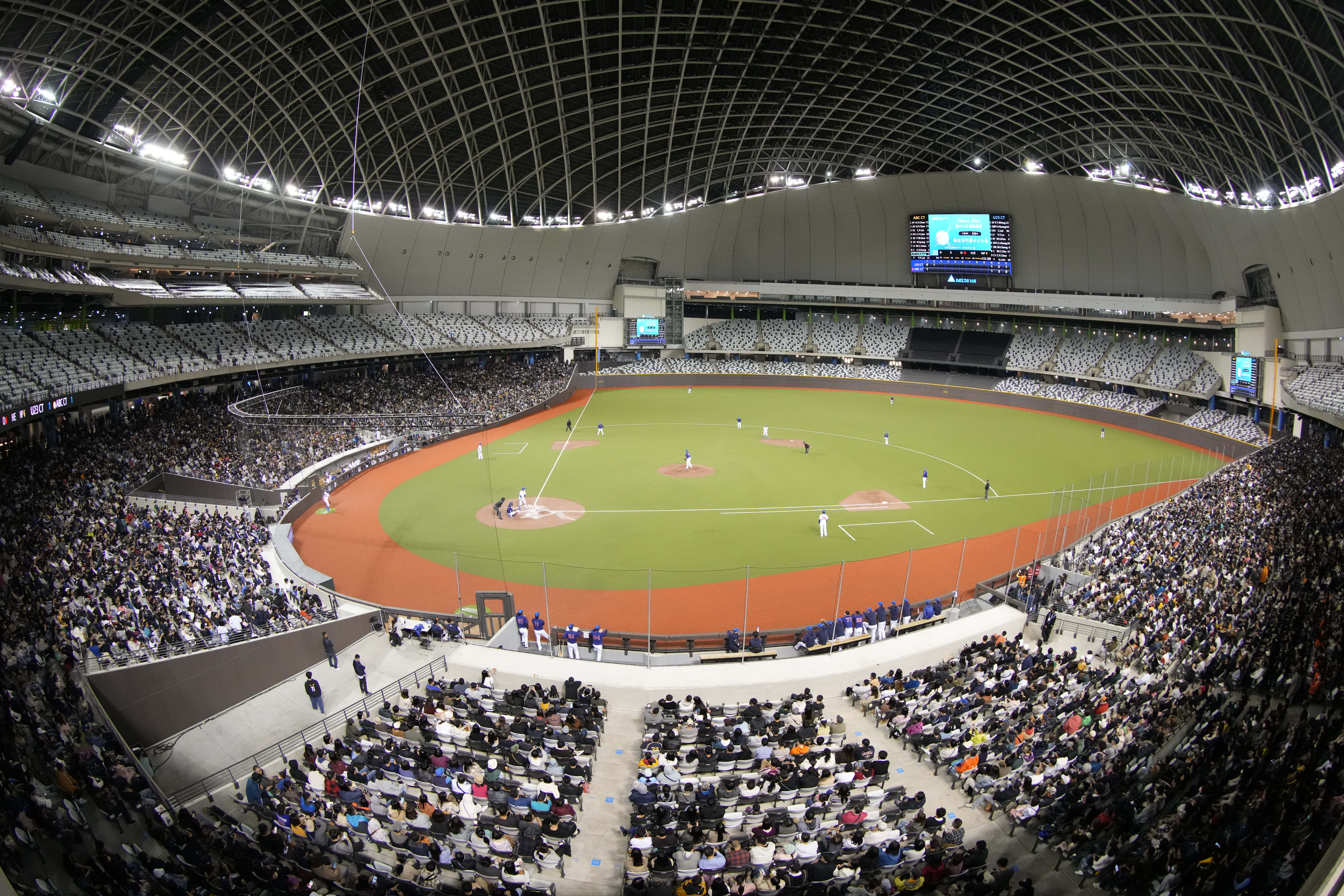
臺北大巨蛋

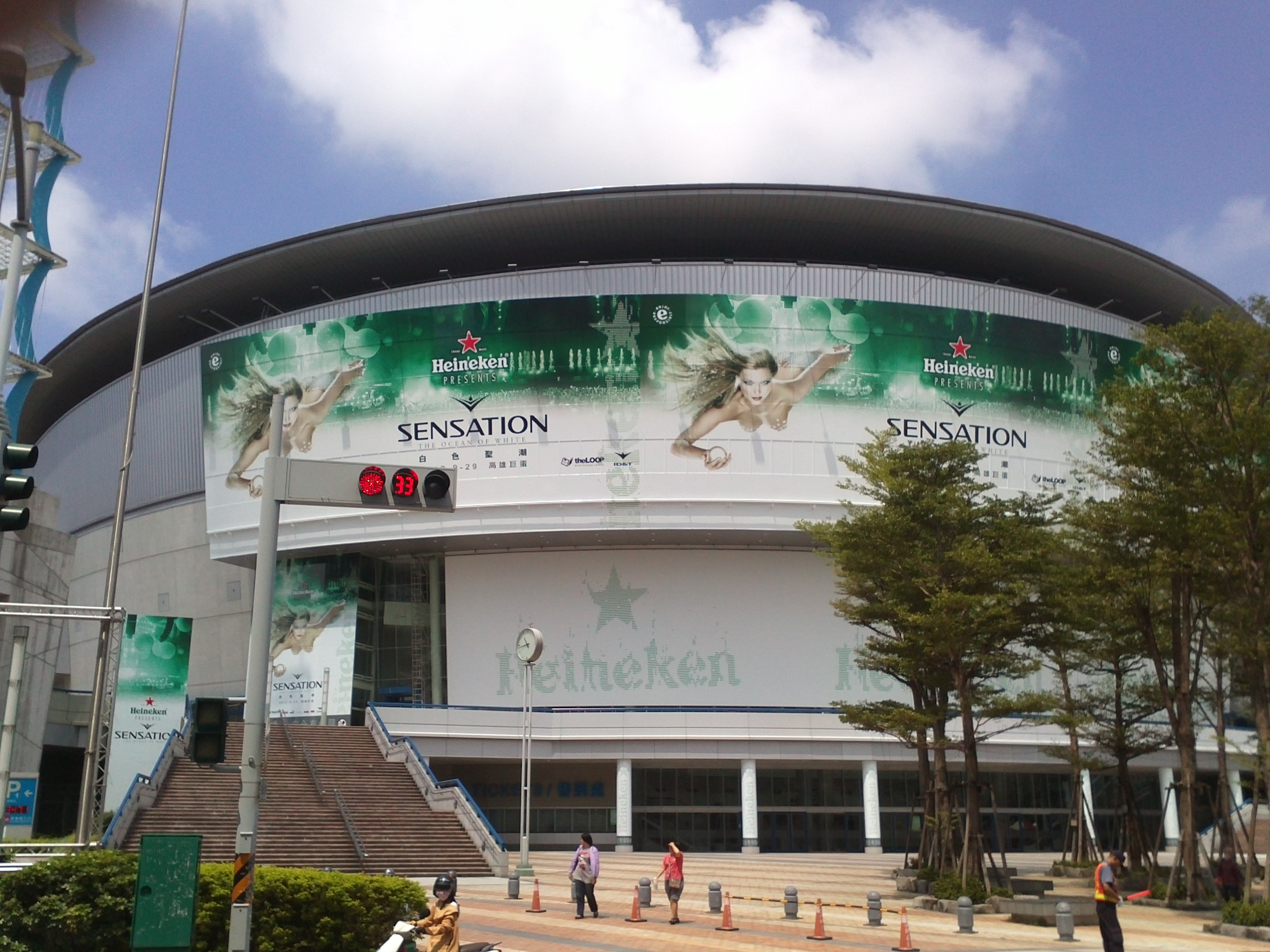
高雄巨蛋

| 名稱                                      | 地點         | 啟用時間       | 座位數                          | 備註   |
| ----------------------------------------- | ------------ | -------------- | ------------------------------- | ------ |
| 國立體育大學綜合體育館（龜山小巨蛋）      | 桃園市龜山區 | 1986年7月      | 15,000（籃球）                  |        |
| 桃園市立體育館（桃園巨蛋）                | 桃園市桃園區 | 1993年9月      | 15,000（籃球）                  |        |
| 苗栗縣立體育場巨蛋體育館（苗栗巨蛋）      | 苗栗縣苗栗市 | 2001年8月20日  | 7,788（籃球）                   |        |
| 花蓮縣立體育館（花蓮小巨蛋）              | 花蓮縣花蓮市 | 2001年7月      | 5,000（籃球）                   |        |
| 臺北市立多功能體育館（臺北小巨蛋）        | 臺北市松山區 | 2005年12月1日  | 15,000（籃球）                  |        |
| 新竹縣體育館（竹北巨蛋）                  | 新竹縣竹北市 | 2008年12月31日 | 8,000（籃球）                   |        |
| 高雄市現代化綜合體育館（高雄巨蛋）        | 高雄市左營區 | 2008年9月27日  | 15,000（籃球）                  |        |
| 金湖綜合體育館（金門小巨蛋）              | 金門縣金湖鎮 | 2010年8月4日   | 3,500（籃球）                   |        |
| 臺北文化體育園區-巨蛋體育館（臺北大巨蛋） | 臺北市信義區 | 2023年12月2日  | 40,575（棒球） 59,833（演唱會） |        |
| 臺南小巨蛋                                | 臺南市東區   |                |                                 | 規劃中 |
| 臺中巨蛋                                  | 臺中市北屯區 |                | 15,500（籃球）                  | 興建中 |
| 新北小巨蛋                                | 新北市板橋區 |                | 18,000-20,000(籃球)             | 規劃中 |

### 澳門
- 澳門東亞運動會體育館，俗稱澳門蛋。